# باستین هری
باستین هری (انگلیسی: Bastien Héry؛ زادهٔ ۲۳ مارس ۱۹۹۲) بازیکن فوتبال اهل فرانسه است.
از باشگاه‌هایی که در آن بازی کرده‌است می‌توان به باشگاه فوتبال شفیلد ونزدی، باشگاه فوتبال پاری سن ژرمن، باشگاه فوتبال روچدیل، و باشگاه فوتبال کارلایل یونایتد اشاره کرد.
وی همچنین در تیم‌های ملی فوتبال زیر ۱۸ سال فرانسه و ماداگاسکار بازی کرده‌است.